# Рабат (аеропорт)
Аеропорт Рабат — міжнародний аеропорт, розташований у місті Сале, також обслуговує Рабат, — столицю Марокко та регіону Рабат-Сале-Кенітра. Це цивільний та військовий аеропорт спільного користування, де розташована Перша авіабаза Королівських марокканських ВПС. Аеропорт розташований за 8 км на ENE від Рабату і приблизно за 90 км NE від Касабланки.
Під час Другої світової війни аеропорт використовувався як військовий аеродром Королівськими ВПС  і ВПС армії Сполучених Штатів. 319-а бомбардувальна група здійснювала вилети з летовища на літаках Martin B-26 Marauder з 25 квітня по 1 червня 1943 року. Після того, як американці вивели свої бойові частини в середині 1943 року, аеропорт був використаний як летовище для зупинки і посадки для літаків Командування повітряного транспорту на транспортний маршрут Касабланка — Алжир. Коли війна закінчилася, контроль над аеродромом було повернуто цивільній владі.
У перші роки холодної війни Стратегічне повітряне командування ВПС США використовувало аеропорт як штаб-квартиру для своїх 5-ї та 316-ї повітряних дивізій. Літаки B-47 Stratojets та KC-97 Stratofreighters, використовували аеропорт, поки ВПС США не вивели війська з Марокко в 1957 році.

## Термінали
20 січня 2012 року була відкрита нова будівля терміналу 1, а стара будівля терміналу (термінал 2) закрита. Новий термінал має площу 16 000 м² і максимальну пропускну здатність 3,5 млн пасажирів на рік, що більше ніж удвічі перевищує місткість старого терміналу..
У зонах загального користування (зона вильоту та реєстрація прильоту) розташовані агенції прокату автомобілів, банки (лише для компенсації податкових зборів), банкомат, кафе-бар з невеликим кіоском, телефон / факс. У салоні відправлення пропонується кафе-бар, магазин безмитної торгівлі, телефони, кімната для паління. Доступ до аеропорту можливий на таксі, автобусі чи приватному автомобілі; місце для паркування є.
Вантажний термінал має площу 1360 м².

## Авіалінії та напрямки, квітень 2022
| Авіакомпанія      | Пункт призначення |
| ----------------- | --- |
| Air Arabia Maroc  | Агадір |
| Air France        | Париж-Шарль де Голль                                                                                                   |
| Brussels Airlines | Сезонно: Брюссель |
| Etihad Airways    | Абу-Дабі |
| Qatar Airways     | Доха |
| Royal Air Maroc   | Брюссель, Ель-Аюн, Лондон-Гатвік, Лондон-Хітроу, Мадрид, Марсель, Париж-Орлі Сезонний: Джидда                          |
| Ryanair           | Барселона, Париж-Бове, Брюссель-Шарлеруа, Жирона Лондон-Станстед, Мадрид, Малага, Марсель, Рим-Чіампіно, Севілья, Веце |
| Saudia            | Сезонний: Джидда |
| Transavia France  | Париж-Орлі |
| TUI fly Belgium   | Брюссель-Шарлеруа, Париж-Орлі                                                                                          |

## Статистика

### Пасажирообіг
| 2010    | 2011           | 2012           | 2013            | 2014            | 2015           | 2016            | 2017           | 2018           | 2019              |
| ------- | -------------- | -------------- | --------------- | --------------- | -------------- | --------------- | -------------- | -------------- | ----------------- |
| 357 773 | 372 145 ▲4,02% | 351 867 ▼5,45% | 485 713 ▲38,04% | 684 213 ▲40,87% | 705 950 ▲3,18% | 873 169 ▲23,69% | 923 576 ▲5,77% | 987 485 ▲6,79% | 1 100 846 ▲22,13% |

Див. джерело запитів Вікіданих та джерела.